# Pietro de Villanova Castellacci
Pietro de Villanova Castellacci (* 11. Februar 1815 in Bracciano; † 17. September 1881 in Rom) war ein italienischer römisch-katholischer Geistlicher, Kurienbischof und Lateinischer Patriarch von Antiochia.

## Leben
Im Dezember 1837 empfing Pietro de Villanova Castellacci die Priesterweihe. Im April 1851 wurde er Konsultor der Kongregation für die Apostolischen Visitationen. Als Kanoniker der Lateranbasilika trat er 1853 in den Dienst der Kurie und wurde am 11. März desselben Jahres zum Hausprälat Seiner Heiligkeit sowie zum Apostolischen Protonotar ernannt.
Papst Pius IX. ernannte ihn am 30. November 1854 zum Titularbischof von Lystra. Die Bischofsweihe spendete ihm am 17. Dezember desselben Jahres in Rom Giovanni Kardinal Brunelli; Mitkonsekratoren waren der Erzbischof von Genua, André Charvaz, und Vincenzo Tizzani CRL, ehemaliger Bischof von Terni. Im Januar 1855 wurde Pietro de Villanova Castellacci Päpstlicher Thronassistent. Am 26. März 1855 wurde er zum Titularerzbischof von Petra in Palaestina erhoben. Er wurde im September 1862 zum Konsultor des Heiligen Offiziums ernannt; im November desselben Jahres wurde er Vizegerent (Stellvertreter des Kardinalvikars von Rom), eine Position, die er bis zu seinem Rücktritt 1868 innehatte. Pietro de Villanova Castellacci war Teilnehmer am Ersten Vatikanischen Konzil.
Am 28. Februar 1879 wurde er zum Lateinischen Patriarchen von Antiochia ernannt, dieses Amt hatte er bis zu seinem Tod inne.